# Vladimir Korolenko
Ne doit pas être confondu avec Psoy Korolenko.
Vladimir Galaktionovitch Korolenko (en russe : Владимир Галактионович Короленко en ukrainien : Володимир Галактіонович Короленко), né à Jitomir (gouvernement de Volhynie, dans l'Empire russe) le 15 juillet 1853 (27 juillet dans le calendrier grégorien) et mort à Poltava (Ukraine) le 25 décembre 1921 , est un écrivain ukrainien (de langue russe) engagé d'inspiration populiste, auteur de nouvelles, journaliste et défenseur des droits de l'homme. Son exil en Sibérie, comme opposant au tsarisme, lui inspira de fortes descriptions de la nature. Après la révolution d'Octobre, il se montra critique envers le régime soviétique.

## Biographie
Korolenko naquit à Jitomir, dans le gouvernement de Volhynie (dans l'Empire russe), en 1853, dans une famille de notables. Cousin du premier président de l'Académie des sciences ukrainienne, Vladimir Vernadsky, il étudia à l'Institut de technologie de Saint-Pétersbourg, puis au Collège d'agriculture et de sylviculture de Moscou. Il fut exclu de ces deux écoles en raison de ses sympathies pour le mouvement populiste. En 1876, il fut brièvement exilé à Kronstadt.
Ses premières nouvelles furent publiées en 1879. Mais la carrière littéraire de Korolenko fut interrompue cette même année en raison de sa condamnation à cinq ans d'exil en Sibérie pour activités révolutionnaires. Ayant refusé, en 1881, de prêter serment au nouvel empereur, Alexandre III, il fut exilé encore plus loin, en Iakoutie. De retour de Sibérie, il publia d'autres nouvelles et connut un certain succès littéraire à partir de 1885. Il s'établit à Nijni Novgorod. Ses œuvres furent traduites en anglais.

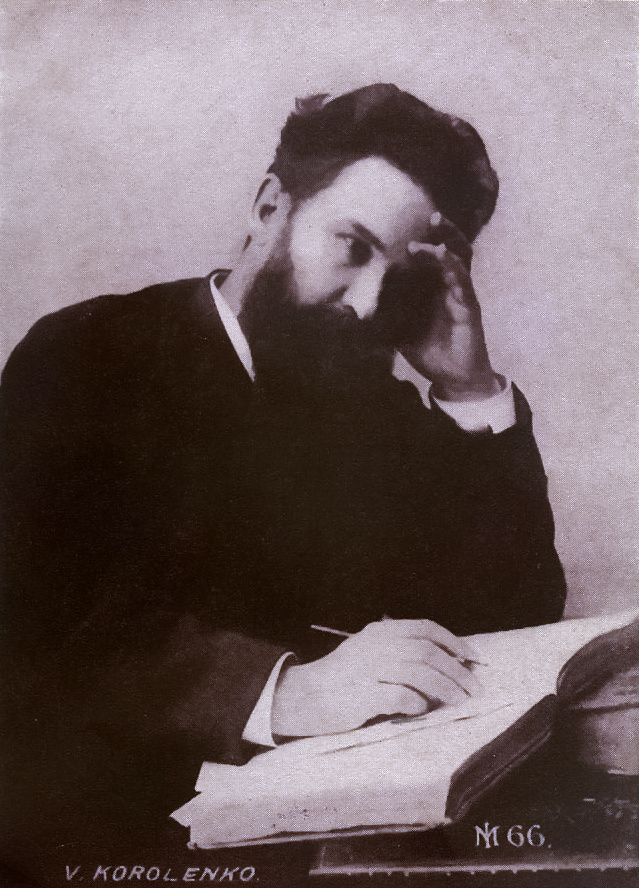
Korolenko, jeune

Dans ses nouvelles, Korolenko évoque le petit peuple des campagnes. Dans l'une d'elles, il imagine un paysan affamé rêvant du paradis (le Songe de Makar, 1885). Dans le roman (Les Muets, 1895), qui lui a été inspirée par un voyage à Chicago en 1893, il raconte l'histoire du paysan ukrainien Matveï Lozinski fraîchement immigré aux États-Unis et qui éprouve le plus grand mal à communiquer. Le Musicien aveugle, Histoire de mon contemporain, ou encore la Forêt murmure, sont quelques-unes de ses œuvres les plus connues.
Écrivain respecté, il inspira les jeunes littérateurs russes des années 1900. En 1902, il démissionna de l'Académie des sciences de Russie pour protester contre l'expulsion de Maxime Gorki, limogé de l'Académie pour ses opinions politiques.
Korolenko mena une activité journalistique pendant de longues années, éditant le périodique Russkoe bogatstvo à partir de 1895. Il dénonçait dans ses articles les injustices du régime tsariste tout en poursuivant un travail de critique littéraire, notamment des pièces d'Anton Tchekhov. Dans les années 1890, il défendit sept paysans ourdmouts accusés à tort de sacrifices humains en l'honneur de leurs dieux (la procédure judiciaire dura près de quatre années et est connue sous le nom d'affaire Multan, nom du village de résidence des accusés). En 1913, il fut de ceux qui dénoncèrent la mascarade antisémite du procès Beilis. Son hostilité au tsarisme lui valait le respect de nombreux opposants et socialistes. Rosa Luxemburg, par exemple, traduisit son autobiographie en allemand alors qu'elle était en prison pendant la Première Guerre mondiale.

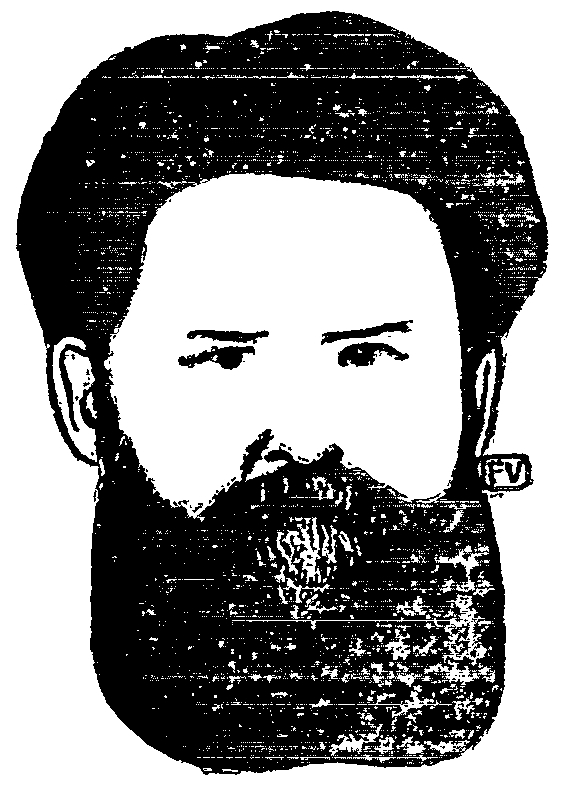
Portrait par Félix Vallotton
paru dans La Revue blanche en 1896.

Après la révolution d'Octobre, il se fit l'avocat de l'humanité, dénonçant les violences de la guerre civile, qu'elles viennent des Rouges ou des Blancs, alors que, en 1917, il avait publié une brochure intitulée La guerre, la patrie et l'humanité, dans laquelle il défendait la participation de la Russie à la Première Guerre mondiale. Son attitude inspira à Lénine cette réaction : « Pour ces messieurs 10 millions de tués dans la guerre impérialiste c'est une cause qui mérite d'être soutenue dans les faits malgré des phrases doucereuses « contre » la guerre, mais la mort de centaines de milliers de personnes dans une guerre civile juste suscite des oh, des ah, des soupirs, des crises de nerfs... »
En 1900, Korolenko avait fait la connaissance du socialiste roumain Christian Rakovsky. Lorsque celui-ci lança en 1905 un manifeste en faveur des marins mutinés du cuirassé Potemkine, Korolenko et d'autres intellectuels s'y associèrent. Quand en 1917 les partisans de la guerre accusèrent Rakovsky d'être un « espion allemand », Korolenko prit sa défense. Lorsque Rakovsky devint président du Conseil des commissaires du peuple d'Ukraine, il continua à correspondre avec Korolenko, s'efforçant de le convaincre que les violences de la Tchéka ne seraient que passagères et finiraient avec la guerre civile, mais sans succès. En avril 1921, Korolenko étant gravement malade, Rakovsky lui proposa d'aller se faire soigner à l'étranger. Le vieil écrivain refusa, déclarant qu'il n'accepterait jamais rien d'aucun gouvernement.

## Ouvrages traduits en français
- La Forêt murmure, contes d'Ukraine et de Sibérie, traduction par R. Candiani, Armand Colin, Paris, 1895
- La Gelée. En mauvaise société. Le Rêve de Makar, avec une notice biographique par Lidiâ A. Kovarskaâ, J. Povolozky, Paris, 1922
- Les Cochers de Sa Majesté, six nouvelles, suivies de Six lettres à Lounatcharski, traduction, notes et commentaires par Édouard Beaux, préface d'Hélène Carrère d'Encausse, Albin Michel, Paris, 1990
- Le Musicien aveugle, roman, traduction du russe par Léon Golschmann et Ernest Jaubert, Circé, Paris, 1992
- Les Muets, traduction du russe par Chantal Le Brun Kéris, postface d'Olga Dounaevskaia, L'Esprit des péninsules, Paris, 1999
- Le Songe de Makar, gravures de Paul Kichilov, Éditions Alternatives, Paris, 2002